# Mortoniodendron sulcatum
Mortoniodendron sulcatum är en malvaväxtart som beskrevs av Cyrus Longworth Lundell. Mortoniodendron sulcatum ingår i släktet Mortoniodendron och familjen malvaväxter. Inga underarter finns listade i Catalogue of Life.